# WrestleMania XL
WrestleMania XL a fost un eveniment de wrestling din 2024 produs de WWE. A fost cea de-a 40-a WrestleMania anuală și a avut loc ca un eveniment de două nopți sâmbătă, 6 aprilie și duminică, 7 aprilie 2024, la Lincoln Financial Field din Philadelphia, Pennsylvania. Evenimentul a fost difuzat prin pay-per-view (PPV) și livestreaming și a prezentat wrestleri din diviziile Raw și SmackDown ale promoției. Acesta a fost al doilea WrestleMania care a avut loc atât în orașul Philadelphia, cât și în statul Pennsylvania, după WrestleMania XV în 1999.
Cardul a cuprins un total de 14 meciuri, cu șapte în fiecare seară. În evenimentul principal pentru Noaptea 1, The Bloodline (The Rock și Roman Reigns) i-a învins pe Cody Rhodes și Seth „Freakin” Rollins într-un meci pe echipe, ceea ce a făcut ca pentru meciul Undisputed WWE Universal Championship din Noaptea 2 să fie un meci Bloodline Rules. . Tot în această seară, Sami Zayn l-a învins pe Gunther pentru a câștiga Intercontinental Championship din RAW punând capăt dominației acestuia din urmă la 666 de zile,Gunther fiind cel mai longeviv campion Intercontinental din istorie, iar în meciul de deschidere, Rhea Ripley a învins-o pe Becky Lynch pentru a păstra Womens World Championship.
În Noaptea 2, Cody Rhodes l-a învins pe Roman Reigns într-un meci Bloodline Rules pentru a câștiga WWE Universal Championship, punând capăt domniei acestuia de 1.316 de zile. În aceeași seară, Bayley a învins-o pe Iyo Sky pentru a câștiga WWE Womens World Championship de la Smackdown, Logan Paul i-a învins pe Rșiy Orton și Kevin Owens într-un meci cu triple threat pentru a păstra United States Championship din Smackdown, iar în meciul de deschidere, Drew McIntyre l-a învins pe Seth „Freakin” Rollins pentru a câștiga WWE World Heavyweight Championship, după care, Damian Priest și-a încasat contractul Money in the Bank și l-a învins pe McIntyre pentru castiga titlul. Evenimentul a fost cunoscut și pentru meciul final lui Bobby Lashley, care a părăsit compania în august și a semnat cu promoția rivală All Elite Wrestling (AEW) mai târziu în acel an.
Acesta a fost primul WrestleMania desfășurat după ce WWE a fuzionat cu filiala Endeavour Ultimate Fighting Championship (UFC) în septembrie 2023, sub steagul TKO Group Holdings. A fost primul WrestleMania sub TKO și primul care nu este direct sub controlul familiei McMahon. A fost, de asemenea, ultimul WrestleMania transmis în direct pe WWE Network, conținutul WWE fiind mutat pe Netflix.
Evenimentul a primit recenzii extrem de pozitive, Noaptea 2 fiind apreciată de critici. S-au lăudat toate cele șapte meciuri pentru titlu, meciul Undisputed WWE Universal Championship a obținut cele mai multe aprecieri pentru povestea și finalul satisfăcător.

## Recenzii
WrestleMania XL a avut o prezență de 60.036 pentru Noaptea 1 și 60.203 pentru Noaptea 2. În timpul evenimentului, WWE a declarat o prezență mai mare de 72.543 și, respectiv, 72.755.
Meciul Undisputed WWE Universal Championship dintre Roman Reigns și Cody Rhodes a fost lăudat universal. Wade Keller de la Pro Wrestling Torch a numit-o „un mega-spectacol al unui meci”, afirmând că singurul dezavantaj a fost că near fall-urile dinaintea intervențiilor„nu au rezonat cu adevărat ca posibile finaluri, deoarece avantajul Bloodline Rules încă nu se văzuse”, dar „odată ce a făcut-o, a avut rezultate uriașe”. Keller a declarat că „i-a plăcut ideea ca alți babyfaces de top să sărbătorească cu Cody, așa cum a făcut Dusty Rhodes când a câștigat titlurile mondiale NWA”.
Chris Mueller de la Bleacher Report și Brent Brookhouse de la CBS Sports l-au numit „overbooked în cel mai bun mod”. Brookhouse a afirmat că a existat un început „plictisitor”, „toată lumea aștepta intervențiile din The Bloodline” precum și „Rhodes a primit ajutor de la Jey Uso, Cena, Rollins și Undertaker, a fost genul de haos care nu face sens decât la WrestleMania”.
Philip Sledge de la Cinemablend a descris meciul și aparițiile lui The Rock, John Cena și The Undertaker, ca fiind „Avengers: Endgame moment” de la WWE.
Scriind pentru buletinul informativ Wrestling Observer, pentru Noaptea 1, Dave Meltzer a acordat meciului de la Centura Mondială feminin un scor de 4+1⁄4 stele, Six-Pack Tag Team Ladder Meci 4+1⁄4 stele, meciul pe echipe Mysterio-Escobar  3+3⁄4 stele, Jey Uso-Jimmy Uso  trei sferturi de stea (cel mai mic scor al eveniment), meciul pe echipe de șase femei două stele, meciul pentru Centura Intercontinental 4+1⁄2 stele, iar evenimentul principal primind 4 stele. Pentru Noaptea 2, a acordat meciului World Heavyweight Championship 3+1⁄2 stele, Philadelphia Street Fight 1+3⁄4 stele, meciul LA Knight-AJ Styles 3+1⁄2 stele, meciul triple threat pentru Centura Statelor Unite 4+1⁄4 stele, meciul WWE Women's Championship 4+1⁄2 stele, iar main-eventul Bloodline Rules 4+3⁄4 stele (cel mai mare punctaj al evenimentului)

## Producție

### Background
WrestleMania este evenimentul emblematic pay-per-view (PPV) și livestreaming al WWE, care a avut loc pentru prima dată în 1985. A fost primul PPV produs de companie și a fost, de asemenea, primul eveniment major al WWE disponibil prin livestreaming, atunci când compania a lansat WWE Network în februarie 2014. Se desfășoară anual între mijlocul lui martie și mijlocul lui aprilie. Alături de Royal Rumble, SummerSlam, Survivor Series și Money in the Bank, este unul dintre cele mai mari cinci evenimente din WWE, denumit „Big Five”. WrestleMania a fost clasat pe locul șase cel mai valoros brand de sport din lume de către Forbes și a fost descris drept Super Bowl al divertismentului sportiv. La fel ca și Super Bowl, orașele licitează pentru dreptul de a găzdui WrestleMania. Piesa tematică oficială a evenimentului a fost „Gasoline” de The Weeknd, care a marcat al cincilea an consecutiv când o melodie de-a lui The Weeknd a fost folosită pentru WrestleMania.
Pe 27 iulie 2022, a fost anunțat că Lincoln Financial Field din Philadelphia, Pennsylvania, va găzdui WrestleMania 40 sâmbătă, 6 aprilie și duminică, 7 aprilie 2024. Primarul Philadelphiei, Jim Kenney, a salutat WWE în oraș, remarcând impulsul economic din partea fanilor vizitatori. Sigla evenimentului a fost dezvăluită pe 8 octombrie 2022, în timpul pre-show-ului Extreme Rules Kickoff de la Wells Fargo Center din apropiere. Tematizat după Liberty Bell și în culorile Philadelphia Eagles, a încorporat cifre romane pentru prima dată de la WrestleMania XXX în 2014, stilând astfel oficial titlul ca WrestleMania XL. Biletele pentru eveniment au fost puse în vânzare pe 18 august 2023. Peste 90.000 de bilete au fost vândute în prima zi pentru ambele nopți combinate, doborând recordul WWE stabilit de WrestleMania din anul anterior.
Din ianuarie 2023, au existat speculații că WWE ar fi fost pusă la vânzare. Cu câteva ore înainte să înceapă WrestleMania 39 Night 2, CNBC a raportat prin mai multe surse că un acord între WWE și Endeavour, compania-mamă a Ultimate Fighting Championship (UFC) prin Zuffa, era iminentă. Acordul a implicat o fuziune a WWE cu UFC într-o nouă companie, cu Endeavour deținând un pachet de 51%. Vânzarea a fost confirmată a doua zi, pe 3 aprilie 2023 și a fost finalizată pe 12 septembrie, WWE fuzionand cu UFC pentru a deveni divizii ale TKO Group Holdings. WrestleMania XL a fost, la rândul său, primul WrestleMania desfășurat în care WWE nu a fost deținut și controlat de familia McMahon și, ulterior, primul WrestleMania sub TKO.

### Difuzare
WrestleMania XL a fost difuzat în direct prin pay-per-view tradițional în întreaga lume. În plus, a fost disponibil pentru transmisie live pe Peacock în Statele Unite, Disney+ Hotstar în Indonezia, Disney+ în Filipine, Binge în Australia, Abema în Japonia, SonyLIV în India, Shahid și SSC în Orientul Mijlociu și Africa de Nord și WWE Network în toate celelalte țări.
În plus, evenimentul a fost transmis în direct pe Netflix în Noua Zeelandă, ca un test pentru momentul în care noul contract al promoției cu Netflix intră în vigoare în ianuarie 2025. Ca urmare a contractului menționat, tot conținutul WWE Network a fost mutat pe Netflix în majoritatea țărilor în care WWE Network era încă disponibil ca serviciu independent, făcând WrestleMania XL ultimul eveniment WrestleMania pentru transmiterea live în aceste zone. Câteva teritorii selectate mențin încă WWE Network din cauza contractelor preexistente, dar în cele din urmă vor fuziona sub Netflix odată ce aceste contracte vor expira.

### Alte evenimente din săptămâna WrestleMania
Ca parte a festivalului WrestleMania, WWE a organizat o serie de evenimente pe parcursul săptămânii. The Undertaker, membru al WWE Hall of Fame, și-a prezentat primul show deadMAN joi, 4 aprilie, la The Fillmore Philadelphia. Din aceeași zi până pe 8 aprilie, la Pennsylvania Convention Center din Philadelphia, a avut loc o convenție a fanilor numită WWE World at WrestleMania. În parteneriat cu Fanatics Events, evenimentul de cinci zile a inclus sesiuni de interviuri cu luptători WWE, un turneu de jocuri WWE 2K24, înregistrări podcast live, întâlniri cu luptătorii și un mare magazin de produse cu diverse suveniruri care onorează istoria de 40 de ani a WrestleMania. WWE World a înlocuit evenimentul WrestleMania Fan Axxess care a avut loc la WrestleMania în fiecare an înainte de WrestleMania 36 în 2020. Comentatorul WWE Pat McAfee a găzduit, de asemenea, ediții live ale show-ului său de după-amiază ESPN eponim la WWE World vineri, 5 aprilie și luni, 8 aprilie.
Cu o seară înainte de WrestleMania XL, pe 5 aprilie, WWE a început Weekend-ul WrestleMania cu o „Ediție WrestleMania” specială de Friday Night SmackDown, care a prezentat André the Giant Memorial Battle Royal, câștigată de Bronson Reed. Imediat după SmackDown, a început ceremonia de introducere a WWE Hall of Fame din 2024. În după-amiaza zilei de sâmbătă, NXT a organizat evenimentul anual  Stand & Deliver. Săptămâna WrestleMania s-a încheiat cu ediția post-WrestleMania a Monday Night Raw pe 8 aprilie. Aceste evenimente au avut loc în direct la Wells Fargo Center din apropiere.
Între toate evenimentele de weekend WrestleMania (ceremonia de introducere SmackDown/HOF, Stand & Deliver, ambele nopți de WrestleMania XL și Raw), WWE a anunțat o participare totală de 201.924.

### Celebrități
WrestleMania include, de asemenea, apariții ale celebrităților din afara luptei, care au participat la eveniment în diferite ipostaze, cum ar fi rapperul originar din Philadelphia Meek Mill.
În noaptea 1, cântăreața și actrița R&B, câștigătoare a premiului Grammy, Coco Jones, a deschis spectacolul interpretând „The Star-Spangled Banner”. Rapperul Lil Wayne, câștigător de Grammy, a debutat și cel mai recent single al său în timpul evenimentului. Fotbaliștii de la Philadelphia Eagles Jason Kelce și Lane Johnson au fost implicați în meciul Rey Mysterio și Andrade împotriva Santos Escobar și „Dirty” Dominik Mysterio, ajutându-i pe Rey și Andrade. Trupa metalcore Motionless In White a apărut și a interpretat piesa tematică a lui Rhea Ripley numită „Demon In Your Dreams”.
În noaptea 2, duo-ul de muzică country The War and Treaty a interpretat „God Bless America” pentru a deschide spectacolul. Rapperul și membrul WWE Hall of Fame Snoop Dogg a comentat meciul Philadelphia Street Fight și s-a întors mai târziu alături de majoretele Philadelphia Eagles pentru a anunța prezența la seară. Streamer-ul și YouTuber-ul IShowSpeed l-a însoțit pe Logan Paul în ring pentru meciul său. (purtând un costum de sticlă Prime la început și apoi dezvăluindu-și identitatea în timp ce meciul era în desfășurare).

### Storyline-uri
Evenimentul a inclus 14 meciuri, împărțite în mod egal între ambele nopți. Rezultatele au fost predeterminate de scriitorii WWE pentru  Raw și SmackDown, în timp ce poveștile au fost produse în emisiunile de televiziune săptămânale ale WWE, Monday Night Raw și Friday Night SmackDown.

#### Main event
După ce Cody Rhodes s-a întors în WWE la WrestleMania 38 în aprilie 2022, el a declarat că își va termina povestea câștigând WWE World Championship, un titlu pe care tatăl său, Dusty Rhodes, nu l-a avut niciodată. Tot la WrestleMania 38, Roman Reigns a devenit Campionul Universal WWE de necontestat, păstrând WWE Universal Championship și câștigând WWE Championship. Ulterior, Rhodes a câștigat meciul Royal Rumble din 2023, dar nu a reușit să-l învingă pe Reigns pentru titlul de necontestat la WrestleMania 39. Un an mai târziu, înainte de Royal Rumble 2024, la Raw: Ziua 1, pe 1 ianuarie, The Rock a făcut o apariție surpriză și aparent l-a chemat pe Reigns întrebându-l dacă ar vrea să stea  "la capul mesei". timp de peste trei ani, Reigns pretindea că este capul familiei sale și șef  "de trib" al The Bloodline, o facțiune de luptători din Familia Anoaʻi care, la acea vreme, îi includea pe Reigns și pe verii săi Jimmy Uso și Solo Sikoa, conduși de Paul Heyman.
Rhodes a câștigat din nou meciul Royal Rumble în 2024. Odată cu reintroducerea centurii World Heavyweight Championship după WrestleMania 39, Rhodes a primit posibilitatea de a alege pentru ce titlu mondial să lupte la WrestleMania XL. În timpul conferinței de presă de după evenimentul Royal Rumble, Rhodes a declarat că vrea să-l înfrunte din nou pe Reigns pentru WWE Universal Championship din SmackDown, dar în episodul din 29 ianuarie din Raw, Seth „Freakin” Rollins a susținut că Rhodes ar trebui în schimb să-l provoace pe el pentru WWE World Heavyweight Championship. La SmackDown-ul din acea săptămână, Rhodes a anunțat că nu-l va alege pe Reigns la WrestleMania și a spus că una dintre persoanele cu care s-a sfătuit în luarea deciziei îl cunoștea foarte bine pe Reigns. The Rock a venit apoi și l-a privit pe Reigns, cu implicația clară că el va fi adversarul lui Reigns la WrestleMania. Această decizie a atras o reacție intensă a fanilor, cu hashtag-ul #WeWantCody în tendințe pe rețelele sociale din întreaga lume, ceea ce a determinat WWE să-și schimbe în mod legitim planurile de poveste. Pe 8 februarie a avut loc apoi un eveniment media WrestleMania XL Kickoff, unde Reigns și The Rock au declarat că se vor înfrunta pentru Undisputed WWE Universal Championship în main event-ul WrestleMania XL, pe care The Rock l-a numit „cel mai mare meci din istoria wrestling-ului”. Cu toate acestea, Rhodes a apărut și a afirmat că, de când a câștigat Royal Rumble, și-a câștigat dreptul de a-și decide adversarul și a anunțat că și-a anulat decizia și îl va alege pe Reigns pentru titlu la WrestleMania. După ce și-a adus în discuție familiile unul celuilalt, Rock l-a pălmuit pe Rhodes, făcându-l heel pentru prima dată din 2003. În încăierarea care a urmat, Rollins l-a susținut pe Rhodes.
WrestleMania XL a marcat a patra apărare consecutivă a lui Roman Reigns a centurii WWE Universal la WrestleMania și a doua ca și campion WWE Universal Undisputed. În ambele nopți, Reigns a stabilit recordul pentru cele mai multe meciuri în main event-ul WrestleMania (nouă).
La următorul SmackDown, WWE Chief Content Officer Triple H a afirmat că main event-ul al WrestleMania XL Night 2 va fi Reigns care apără Undisputed WWE Universal Championship împotriva lui Rhodes. În episodul din 12 februarie din Raw, Rhodes a susținut că din cauza fanilor și-a inversat decizia și a decis să-l provoace pe Reigns. Rollins l-a întrerupt și a declarat că a înțeles decizia lui Rhodes și s-a oferit să-i fie alături, deoarece Reigns avea mereu familia în colțul său. Ca răspuns la SmackDown din acea săptămână, The Rock s-a alăturat oficial The Bloodline și a promis că va face tot ce-i stă în putere pentru a se asigura că Rhodes nu-și va termina povestea.
La Elimination Chamber: Perth, pe 24 februarie, Rhodes l-a provocat pe Rock la un meci unu-la-unu în orice moment, iar Rollins a afirmat din nou că va fi de partea lui Rhodes pentru a înfrunta The Bloodline. La următorul SmackDown, Rock a respins provocarea lui Rhodes și a oferit în schimb un meci pe echipe cu Rhodes și Rollins împotriva lui Rock și Reigns în evenimentul principal WrestleMania XL Night 1, cu o stipulație suplimentară că, dacă Rhodes și Rollins vor câștiga, atunci The Bloodline va fi interzis din a interveni în ring în timpul meciului Undisputed Night WWE Universal Championship; totuși, dacă Rock și Reigns vor câștiga, atunci meciul  pentru titlu ar fi disputat conform regulilor The Bloodline în care orice este valabil. Rhodes și Rollins au apărut în episodul de săptămâna următoare unde au acceptat provocarea.

#### Celelalte meciuri
La SummerSlam din iulie 2022, Bayley s-a întors după accidentare alături de Dakota Kai și Iyo Sky, trio-ul autodenumit Damage CTRL. Kairi Sane, care s-a întors la WWE în noiembrie 2023 și care a avut probleme anterioare cu Bayley înainte de plecarea ei, a iertat-o pe Bayley și s-a alăturat Damage CTRL, urmată de Asuka care s-a alăturat grupului, reunind ulterior The Kabuki Warriors în acest proces. Grupul va avea succes la SmackDown, câștigând inclusiv mai multe WWE Women's Tag Team Championship, precum și Sky câștigând WWE Women Championship. Bayley a câștigat apoi meciul feminin Royal Rumble din 2024, câștigând astfel un meci pentru un titlu la alegerea ei la WrestleMania XL. Bayley spusese anterior că va merge după titlul feminin din Raw, astfel încât Damage CTRL să dețină toate titlurile feminine de Raw și SmackDown; cu toate acestea, în episodul din 2 februarie din SmackDown, după ce Bayley i-a auzit pe Sky, Asuka și Sane vorbind la spatele ei, Bayley a dezvăluit că a înțelege japoneza și le-a auzit vorbind împotriva ei. Bayley a fost apoi dat afară din Damage CTRL după ce Asuka și Sane au atacat-o, Bayley devenind Face pentru prima dată din 2019. După ce s-a luptat cu restul Damage CTRL, Bayley a decis că o va provoca pe Sky pentru WWE Women's Championship la WrestleMania XL. Kai a lipsit atunci când Sky, Asuka și Sane s-au întors împotriva lui Bayley și, deși aparent a fost de partea lui Bayley săptămâna următoare, Kai s-a întors împotriva ei în episodul de 1 martie. Pe 1 aprilie, meciul WWE Women's Championship a fost confirmat pentru Night 2.
Concomitent cu cearta lor cu Bayley, Damage CTRL (Iyo Sky, Dakota Kai, Asuka și Kairi Sane) s-au certat și cu Naomi și Bianca Belair. În episodul din 29 martie din SmackDown, după victoria lui Belair asupra lui Kai, Damage CTRL a fost implicat într-o înfrângere a lui Belair și Naomi. Jade Cargill, care își făcea debutul ca membră oficială a mărcii în acea noapte, le-a salvat. Mai târziu, s-a anunțat că Naomi, Cargill și Belair se vor confrunta cu Damage CTRL (Kai, Asuka și Sane) într-un meci de șase femei pe echipe la WrestleMania XL Night 1.
Ca urmare a faptului că învingâtorii meciurilor Royal Rumble masculin și feminin au ales să concureze pentru  centurile mondiale masculine și feminine de la SmackDown la WrestleMania XL, adversarii pentru centurile mondiale masculine și feminine de la Raw,Seth Rollins respectiv Rhea Ripley, au fost deciși de meciurile Elimination Chamber de la show-ul cu același nume,Elimination Chamber: Perth. Becky Lynch de la Raw a câștigat meciul feminin pentru a o înfrunta pe Rhea Ripley pentru WWE World Womens Championship în timp ce Drew McIntyre de la Raw a câștigat meciul masculin pentru a-l înfrunta pe Seth "Freakin" Rollins pentru centura World Heavyweight. Meciul pentru World Womens Championship a fost programat pentru noaptea 1, meciul pentru World Heavyweight Championship a fost stabilit pentru Noaptea a 2-a. În episodul din 25 martie din Raw, a fost anunțat că CM Punk, care a avut probleme atât cu Rollins, cât și cu McIntyre, dar s-a accidentat în mod legitim la Royal Rumble, va servi ca invitat special pentru meciul pentru meciul dintre Mcintyre și Rollins.
După ce câțiva luptători și-au declarat intenția de a-l provoca pe Gunther pentru Centura Intercontinental al Raw la WrestleMania XL, managerul general al Raw Adam Pearce a anunțat că va avea loc un meci în episodul din 11 martie din Raw,  câștigătorul înfruntându-l pe Gunther pentru titlu la WrestleMania. Meciul a fost câștigat de Sami Zayn, iar meciul pentru Centura Intercontinental a fost confirmat ulterior pentru Noaptea 1.
În episodul din 11 martie din Raw, directorul general al Raw Adam Pearce și directorul general SmackDown Nick Aldis au anunțat că la WrestleMania XL, The Judgment Day (Finn Bálor și Damian Priest) vor apăra Undisputed WWE Tag Team Championship într-un meci Six-Pack Tag Team Ladder. Meciurile de calificare pentru cele cinci locuri libere – trei echipe de la Raw și două de la SmackDown – au avut loc în episoadele ulterioare din Raw și SmackDown. Cele trei echipe de la Raw au fost determinate de meciurile de calificare din episodul Raw din 18 martie, care au fost câștigate de #DIY (Johnny Gargano și Tommaso Ciampa), The Awesome Truth (The Miz și R-Truth) și The New Day (Kofi Kingston și Xavier Woods). Cele două echipe de la SmackDown au fost determinate în două turnee, care au fost câștigate de A-Town Down Under (Austin Theory și Grayson Waller) și New Catch Republic (Pete Dunne și Tyler Bate) în episodul din 29 martie din SmackDown. Pe 1 aprilie, meciul a fost confirmat pentru Night 1 și a fost, de asemenea, clarificat că ambele seturi de titluri sub bannerul Undisputed Championship (titlurile de echpă Raw și SmackDown) trebuiau luate pentru ca meciul să se încheie.
În episodul din 15 decembrie 2023 din SmackDown, AJ Styles s-a întors după o accidentare și l-a ajutat pe LA Knight să se apere de The Bloodline, dar apoi s-a întors împotriva lui Knight și l-a atacat cu un scaun de oțel. Mai târziu, Styles a explicat că l-a atacat pe Knight pentru că i-a luat locul într-un meci pe echipe la Fastlane în octombrie, spunând că „a călcat peste cadavrul său” pentru a merge înainte. Ambii au participat apoi la un meci fatal 4-way pentru Undisputed WWE Universal Championship la Royal Rumble în ianuarie 2024, dar nu au reușit să câștige. Knight s-a calificat apoi pentru meciul masculin Elimination Chamber de la Elimination Chamber: Perth luna următoare, dar Styles nu a făcut-o. În timpul meciului în sine, Styles s-a furișat în ring și l-a atacat pe Knight cu un scaun de oțel, provocând eliminarea lui Knight. După mai multe săptămâni de ceartă, Knight l-a provocat pe Styles la un meci la WrestleMania XL și Styles a acceptat, ceea ce a fost confirmat ulterior pentru Night 2.
Înainte de vara lui 2023, The Usos (Jey Uso și Jimmy Uso) erau parte din grupul familiei lor, The Bloodline, din SmackDown. Cu toate acestea, din cauza manipulărilor liderului său, Roman Reigns, The Usos au părăsit grupul, ceea ce a dus în cele din urmă la un meci de echipe „Bloodline Civil War” la Money in the Bank împotriva lui Reigns și Solo Sikoa, în care The Usos a câștigat. Jey s-a confruntat apoi cu Reigns pentru Undisputed WWE Universal Championship la SummerSlam din august, dar Jimmy a intervenit și l-a costat pe fratele său meciul. La următorul SmackDown, Jimmy a explicat că l-a costat pe Jey meciul pentru a-l împiedica să câștige putere și să devină corupt precum Reigns. Ulterior, Jey l-a atacat pe Jimmy și „a părăsit” WWE, dar mai târziu a fost reinstalat ca membru al listei Raw. În ciuda faptului că participa la diferite emisiuni, Jimmy, care s-a alăturat The Bloodline, apărea adesea pe Raw și îl ataca pe Jey sau îl costa meciuri. Cei doi s-au confruntat și în meciul masculin Royal Rumble din ianuarie 2024 ca primii doi participanți. Jimmy l-a costat apoi pe Jey un meci pentru Centura Intercontinental luna următoare. În episodul din 11 martie din Raw, sătul de acțiunile fratelui său, Jey l-a provocat pe Jimmy la un meci la WrestleMania XL, pe care Jimmy l-a acceptat la SmackDown din acea săptămână. Meciul a fost confirmat ulterior pentru Noaptea 1.
La Royal Rumble, Logan Paul l-a învins pe Kevin Owens prin descalificare pentru a păstra WWE United States Championship. Luna următoare la Elimination Chamber: Perth, Paul, Owens și Randy Orton au participat la meciul masculin Elimination Chamber. Orton i-a eliminat atât pe Owens, cât și pe Paul, care, la rândul lor, l-au făcut pe Orton să fie eliminat, atacându-l. În episodul din 8 martie din SmackDown, Paul și partenerul său de afaceri KSI au anunțat căci compania lor de băuturi energizante, Prime, va fi sponsor oficial WWE cu logo-ul Prime plasat în centrul ringului pentru evenimentele PPV și livestreaming. Orton a întrerupt și a încercat un RKO asupra lui Paul, dar Paul a scăpat, KSI în schimb primind RKO. Săptămâna următoare, directorul general SmackDown, Nick Aldis, a anunțat că Paul va apăra WWE United States Championship împotriva lui Owens și Orton într-un meci cu triple threat la WrestleMania XL, care a fost confirmat ulterior pentru Night 2.
La Crown Jewel, în noiembrie 2023, Rey Mysterio a pierdut WWE United States Championship în fața lui Logan Paul, după ce colegul său din Latino World Order (LWO), Santos Escobar, i-a lăsat degetele de alamă ale lui Paul pe colțul ringului, permițându-i lui Paul să-l lovească pe Rey și să câștige titlul. În următorul episod din SmackDown, colegul membru al LWO Carlito l-a acuzat pe Escobar că a lăsat intenționat degetele de alamă. Mai târziu în acea noapte, Escobar l-a atacat pe Rey în timp ce îl verifica pe Carlito, rănindu-l genunchiul stâng al lui Rey și lovindu-l cu treptele de oțel, dezertând din LWO. După o pauză de trei luni, Rey a revenit la episodul de 1 martie din SmackDown pentru a-l ajuta pe Carlito să-l învingă pe Escobar. Trei săptămâni mai târziu, Escobar l-a învins pe Rey după interferența fiului acestuia din urmă, „Dirty” Dominik Mysterio, care s-a întors împotriva tatălui său la Clash at the Castle în septembrie 2022 pentru a se alătura Judgement Day. O săptămână mai târziu, Escobar și colegii săi de echipă, Legado Del Fantasma i-au mulțumit lui Dominik pentru acțiunile sale. Rey l-a întrerupt, l-a prezentat pe Dragon Lee ca cel mai nou membru al LWO, iar Rey și Lee i-au provocat ulterior pe Escobar și Dominik la un meci pe echipe la WrestleMania XL, care a fost oficializat pentru Night 1. Totuși, în săptămâna următoare, Lee a fost atacat în culise, făcându-l incapabil să concureze la WrestleMania. Andrade, care l-a ajutat pe Rey să-l învingă pe Escobar și Dominik mai devreme în acea noapte și s-a reunit cu Zelina Vega din LWO, a fost numit înlocuitorul lui Lee.
La SmackDown: New Year's Revolution, pe 5 ianuarie, Karrion Kross, însoțit de Scarlett, a atacat The Pride (Bobby Lashley, Angelo Dawkins și Montez Ford) cu ajutorul Authors of Pain (Akam și Rezar), însoțit de Paul Ellering, alături de Kross, Scarlett, Faction numită The Final Pain și Ellering Testament. În următoarele două luni și în episodul din 29 martie din SmackDown, The Final Testament i-a atacat pe Lashley și B-Fab în culise, provocând o distragere care i-a costat pe The Street Profits (Dawkins și Ford) meciul final al turneului pentru a se califica pentru meciul Undisputed WWE Tag Team Championship de la WrestleMania XL. Pe 1 aprilie, un meci de șase oameni, Philadelphia Street Fight,  The Final Testament împotriva The Pride, a fost confirmat pentru WrestleMania XL Night 2.

## Rezultate
[edit]
| No.                                        | Results | Tip de meci | Timp  |
| ------------------------------------------ | --- | --- | ----- |
| 1                                          | Rhea Ripley (c) învinge pe Becky Lynch prin pinfall | Singles Meci pentru Women's World Championship | 17:05 |
| 2                                          | A-Town Down Under (Austin Theory și Grayson Waller) (câștigă the SmackDown Tag Team Championships) și Awesome Truth (The Miz și R-Truth) (câștigă Raw Tag Team Championships) înving pe The Judgment Day (Finn Bálor și Damian Priest) (c), #DIY (Johnny Gargano și Tommaso Ciampa), The New Day (Kofi Kingston și Xavier Woods), și New Catch Republic (Pete Dunne și Tyler Bate) luând WWE Tag Team SmackDown respectiv Raw championships, | Meci Six-Pack Tag Team Ladder pentru Undisputed WWE Tag Team Championship. | 17:25 |
| 3                                          | Rey Mysterio și Andrade (alături de Carlito, Cruz Del Toro, Joaquin Wilde, și Zelina Vega) înving pe Santos Escobar și "Dirty" Dominik Mysterio (cu Angel, Berto, și Elektra Lopez) prin pinfall | Meci Tag Team | 11:05 |
| 4                                          | Jey Uso învinge Jimmy Uso prin pinfall | Meci Singles | 11:05 |
| 5                                          | Jade Cargill, Bianca Belair, și Naomi înving pe Damage CTRL (Dakota Kai, Asuka, și Kairi Sane) prin pinfall | Meci pe echipe în șase | 8:05  |
| 6                                          | Sami Zayn învinge pe Gunther (c) prin pinfall | Meci Singles pentru WWE Intercontinental Championship | 15:30 |
| 7                                          | The Bloodline (The Rock și Roman Reigns) (cu Paul Heyman) înving pe Cody Rhodes și Seth "Freakin" Rollins prin pinfall | Meci Tag Team Din moment ce Rock și Reigns au câștigat, Undisputed WWE Universal Championship din noaptea 2 s-a desfășurat sub Bloodline Rules. Dacă Rhodes și Rollins ar fi câștigat, toți membrii The Bloodline ar fi fost interziși de la ring în timpul meciului pentru centură. | 44:35 |
| \| (c) \| – campionul înaintea meciului \| | | |       |
| (c)                                        | – campionul înaintea meciului | |       |

| No.                                        | Rezultat | Tip de meci                                                                                                  | Timp  |
| ------------------------------------------ | --- | --- | ----- |
| 1                                          | Drew McIntyre învinge pe Seth "Freakin" Rollins (c) prin pinfall | Meci Singles for the World Heavyweight Championship                                                          | 10:30 |
| 2                                          | Damian Priest învinge pe Drew McIntyre (c) prin pinfall | Meci Singles pentru World Heavyweight Championship Aici,Damian Priest și-a folosit valiza Money in the Bank. | 0:09  |
| 3                                          | The Pride (Bobby Lashley, Angelo Dawkins, și Montez Ford) (alături de B-Fab) înving pe The Final Testament (Karrion Kross, Akam, și Rezar) (alături de Scarlett și Paul Ellering) prin pinfall | Philadelphia Street Fight Bubba Ray Dudley a fost arbitrul special.                                          | 8:35  |
| 4                                          | LA Knight învinge pe AJ Styles prin pinfall | Meci Singles                                                                                                 | 12:25 |
| 5                                          | Logan Paul (c) (alături de IShowSpeed) învinge pe Kevin Owens și Randy Orton prin pinfall | Meci Triple threat pentru WWE United States Championship                                                     | 17:40 |
| 6                                          | Bayley învinge pe Iyo Sky (c) prin pinfall | Meci Singles pentru WWE Women's Championship                                                                 | 14:20 |
| 7                                          | Cody Rhodes învinge pe Roman Reigns (c) (alături de Paul Heyman) prin pinfall | Meci Bloodline Rules pentru Undisputed WWE Universal Championship                                            | 33:25 |
| \| (c) \| – Campionul înaintea meciului \| | | |       |
| (c)                                        | – Campionul înaintea meciului | |       |